# 岡部道夫
岡部 道夫（おかべ みちお、1940年（昭和15年）9月10日 - ）は、日本のフィールドホッケー選手。

## 経歴・人物
明治大学出身。1964年東京オリンピックで男子トーナメントに出場した。 

## 参照資料
1. ↑  “平成27年度第1回臨時総会議事録”.   一般社団法人東京ホッケー協会 (2015年9月29日). 2019年10月15日閲覧。
2. ↑  “Michio Okabe Olympic Results”.  Sports Reference LLC. 2020年4月17日時点のオリジナルよりアーカイブ。2019年9月26日閲覧。